# Fernando Tarrida del Mármol
Fernando Tarrida del Mármol (1861 - 1915) foi um escritor anarquista cubano de origem espanhola.
Nascido em Havana (Cuba) em 1861, em uma rica família de emigrantes catalães, era sobrinho do general cubano Donato Mármol. Em sua juventude militou pelo republicanismo federal, ideologia que abandonou ao conhecer Anselmo Lorenzo quando tinha 18 anos, resultando em um enfrentamento e ruptura com sua família. Estudou engenharia em Barcelona, Toulouse e Madrid, foi professor e diretor da Escola Politécnica de Barcelona, como escritor difudiu as teorias anarquistas, escrevendo artigos nas revistas Acracia, La Revista Blanca e "El Productor", onde  conheceu Federico Urales e colaborou na Escola Moderna de Francisco Ferrer y Guardia.
Seu prestigio no campo libertário resulta da teoria do anarquismo sem adjetivos, definida a partir de um artigo publicado no periódico La Révolte em 1889, do qual foi seu máximo exponente e aceita por, entre outros, Max Nettlau e Ricardo Mella.
Após os processos de Montjuïc de 1896 exilou-se na França, Bélgica e finalmente em Londres, onde seguiu difundindo o anarquismo e onde faleceu em 1915.
"Somos anarquistas e defendemos a Anarquia sem adjetivos. Anarquia é um axioma e a questão econômica é algo secundário. Alguns dirão para nós que é por causa da questão econômica que a Anarquia é uma verdade; mas nós acrediramos que ser anarquista significa ser inimigo de toda autoridade e imposição e, por consequência, seja qual for o sistema proposto a melhor defesa da anarquia, não desejando impô-la sobre aqueles que não o aceitam."— Carta ao jornal Le Révolte, 1890.

## Obras
- Carta ao jornal Le Révolte (1890)
- Os inquisidores espanhóis (1897
- Problemas transcendentais (1908)
- Anselmo Lorenzo: Estudo crítico-biográfico (1915)